# Capitania-Geral das Filipinas
Capitania Geral das Filipinas (em castelhano:  Capitanía General de las Filipinas) foi um distrito administrativo do Império Espanhol. A Capitania Geral abrangeu o moderno país das Filipinas e possessões associadas aos espanhóis do Pacífico. Foi fundada em 1565 com os primeiros assentamentos permanentes espanhóis.
Durante séculos, todos os aspectos econômicos da Capitania foram administrados no México pelo Vice-Reino da Nova Espanha, enquanto as questões administrativas tinham de ser consultadas com a Coroa espanhola ou o Conselho das Índias. No entanto, em 1821, depois que o México se tornou uma nação independente, todo o controle foi transferido para Madri.